# Impunität
Impunität (lateinisch impunitas), Straflosigkeit oder auch Straffreiheit bezeichnet den Umstand, dass eine strafwürdige Straftat ungestraft bleibt. Der Begriff stammt aus der römischen Rechtsphilosophie.

## Definition
Unterschieden wird zwischen der normativen und der faktischen Impunität. Normative Impunität liegt vor, wenn das geltende Recht die Bestrafung nicht zulässt, bedingt etwa durch eine Gesetzeslücke, durch Indemnität, eine Amnestie, Verjährung oder andere rechtswirksame Hemmnisse. Faktische Impunität liegt vor, wenn eine Tat zwar strafbar ist, aber dennoch nicht geahndet wird, sei es durch die Ineffizienz der Justiz oder auch nur, weil der Täter vor der Strafverfolgung flieht oder stirbt. 
Während die Begriffe „Straflosigkeit“ bzw. „Straffreiheit“ auch in den deutschsprachigen Rechtsordnungen Anwendung finden, wird „Impunität“ (englisch impunity) aktuell vor allem im Diskurs des humanitären Völkerrechts verwendet. Die UN-Menschenrechtskommission definiert impunity als 

“the impossibility, de jure or de facto, of bringing the perpetrators of violations to account – whether in criminal, civil, administrative or disciplinary proceedings – since they are not subject to any inquiry that might lead to their being accused, arrested, tried and, if found guilty, sentenced to appropriate penalties, and to making reparations to their victims.”

„die Unmöglichkeit, de jure oder de facto, Straftäter zur Rechenschaft zu ziehen, ob in Straf-, Zivil- oder Disziplinarverfahren, da sie keiner Ermittlung unterworfen werden, die dazu führen könnte, dass sie angeklagt, verhaftet, verurteilt und, falls sie schuldig gesprochen werden, zu angemessenen Strafen verurteilt werden und ihren Opfern Entschädigung zuteil wird.“

Besondere Bedeutung hat der Topos der Straflosigkeit im politischen Diskurs Lateinamerikas. Impunidad (spanisch) bzw. impunidade (portugiesisch) werden hier insbesondere im Zusammenhang mit der Aufarbeitung der Militärdiktaturen thematisiert, in Deutschland etwa ist eine „Koalition gegen Straflosigkeit in Argentinien“ aktiv.